# Karl-Heinz Radschinsky
Karl-Heinz Radschinsky (ur. 23 lipca 1953 w Neumarkt) – niemiecki sztangista reprezentujący RFN, mistrz olimpijski i mistrz świata.

## Kariera
Pierwszy sukces w karierze osiągnął w 1980 roku, kiedy podczas mistrzostw Europy w Belgradzie zdobył brązowy medal w wadze lekkiej. Jego największym osiągnięciem jest złoty medal wywalczony w wadze średniej na igrzyskach olimpijskich w Los Angeles w 1984 roku. Triumfował pod nieobecność sportowców z części krajów Bloku Wschodniego, pokonując Jacques'a Demersa z Kanady i Rumuna Dragomira Cioroslana. Był to jego jedyny występ olimpijski. Radschinsky wywalczył tam równocześnie złoty medal mistrzostw świata. Był też między innymi czwarty w wadze lekkiej na mistrzostwach świata w Lille w 1981 roku oraz piąty w wadze średniej podczas mistrzostw świata w Lublanie w 1982 roku i mistrzostw świata w Moskwie rok później.